# Picholine
La Picholine es un cultivar o variedad de olivo francés.  Es la variedad de olivo más común en Francia. Aunque es originaria de Gard en el sur de Francia, hoy se cultiva en todo el mundo. La oliva Picholine es conocida como una aceituna de mesa o de cóctel, aunque también se usa para hacer aceite de oliva. 
Es la variedad de aceituna más común de las utilizadas para la producción de aceite en Marruecos..

## Origen y extensión de su cultivo
La variedad de olivo Picholine es originaria de la región de Gard en el sur de Francia. Aunque hoy en día es más común en Provenza y otras partes de Francia e Italia, también se cultiva en Marruecos, Israel, Chile, Estados Unidos y otros lugares del mundo.

## Sinónimos
El Picholine tiene muchos nombres diferentes de variedad local. En Gard y el sur de Francia se le conoce como Coiasse, Colliasse, Piquette, Plant de Collias, Fausse Lucques (falso Lucques) o Lucques Batarde (Lucques bastardo). 
En Túnez se le llama Judoleine, mientras que en otros países a menudo se le llama Picholine de Languedoc por su región histórica de origen (Gard es parte del Languedoc).

## Características
Es un cultivar de vigor medio, tamaño medio, con una forma de crecimiento extensiva y una corona de forma abierta.. Las  hojas son elípticas-lanceoladas, de largo y ancho medio. Las olivas son de peso medio (3–5 g), forma ovoide y ligeramente asimétrica. La piedra es puntiaguda en ambos extremos, con una superficie lisa y un mucro.
El fruto se recolecta en octubre y noviembre, todavía verde, para su uso como oliva de mesa. Con el fin de producir olio de oliva, las olivas se recogen más tarde, una vez que se han vuelto negras. El momento exacto de la cosecha para la producción de olio es una cuestión de criterio para el agricultor individual; una cosecha temprana da un sabor afrutado, mientras que una cosecha posterior aporta más dulzura.

## Preparación

### De mesa o cóctel
La Picholine es reconocida por su uso como aceituna de cóctel. Para este propósito, se curan con lejía y luego se fermentan en salmuera durante un año, lo que les da un sabor ligeramente salado.

### Aceite
También se utiliza para la extracción de aceite de oliva, pero sólo ofrece un rendimiento medio. Normalmente 20–22% pueden extraerse, pero las plantas bajo riego a veces producen tan poco como 15–18%. El sabor del aceite es afrutado con un toque amargo.

## Agronomía
Se considera una variedad de producción buena y constante. El árbol es de tamaño mediano y asume una forma baja y extendida cuando está cargado de fruta. Se adapta bien a diferentes formas de suelos y climas.
En general, se acepta que el cultivar es solo parcialmente autofértil, por lo que se puede beneficiar de la presencia de polinizadores. Entre los cultivares de olivo utilizados para la polinización se encuentran el Bouteillan, Leccino, Lucques,  Manzanillo y Sigoise.
Es vulnerable a determinadas plagas orgánicas, incluidas Gloeosporium olivarum, Palpita unionalis y Liothrips oleae. También es vulnerable al frío; mientras que un árbol adulto puede soportar temperaturas hasta −12 °C to −14 °C (+10 to 14 °F), los árboles jóvenes necesitan temperaturas mucho más altas para sobrevivir. Esto puede ser un problema en las regiones de Gard y Provenza, donde los inviernos a menudo pueden ser severos.

## Cruce
La hibridación de la  Picholine  y Manzanillo (Bellini et al 2002b) resultó en los cultivares más nuevos Arno, Tevere, y Basento.